# 西安博物院
西安博物院是一座位于中华人民共和国陕西省西安市碑林區友谊西路的博物院。西安博物院总投资2.2亿元，占地面积245亩，于2007年5月18日“国际博物馆日”正式对外开放。整个博物院由博物馆区、唐小雁塔荐福寺历史名胜区、园林游览区三部分组成。
2012年，西安博物院被国家文物局核定为第二批国家一级博物馆。

## 文物展馆
文物展馆占地16000余平方米，陈列面积5000余平方米，展馆由中国工程院院士张锦秋主持设计，馆藏13万件文物，其中国家三级以上的珍贵文物有14400多件。

## 荐福寺
荐福寺是唐代著名的皇家寺院，毁于唐末战乱，唯存寺内佛塔——小雁塔。小雁塔原名荐福寺塔，高约43.4米，底层边长11.38米，保持了唐代初修时的风貌，1961年被国务院公布为全国重点文物保护单位。唐朝天文学家一行曾在荐福寺随善无畏和金刚智修行。